# Aí (digramme)
Pour les articles homonymes, voir AI.
Aí (minuscule aí) est un digramme de l'alphabet latin composé d'un A et d'un I accent aigu (Í).

## Linguistique
- En irlandais le digramme ‹ aí › représente la voyelle longue [iː] entre une consonne vélarisée et une consonne palatalisée.

## Représentation informatique
Comme pour la majorité des digrammes, il n'existe aucun encodage de ‹ aí › sous la forme d'un seul signe. Il est toujours réalisé en accolant les lettres A et Í.

### Unicode
Les caractères Unicode utilisables pour former ce digramme sont, :
- Capitale AÍ : U+0041 U+00CD
- Majuscule Aí : U+0041 U+00ED
- Minuscule aí : U+0061 U+00ED